# The Unforgettable Fire Tour

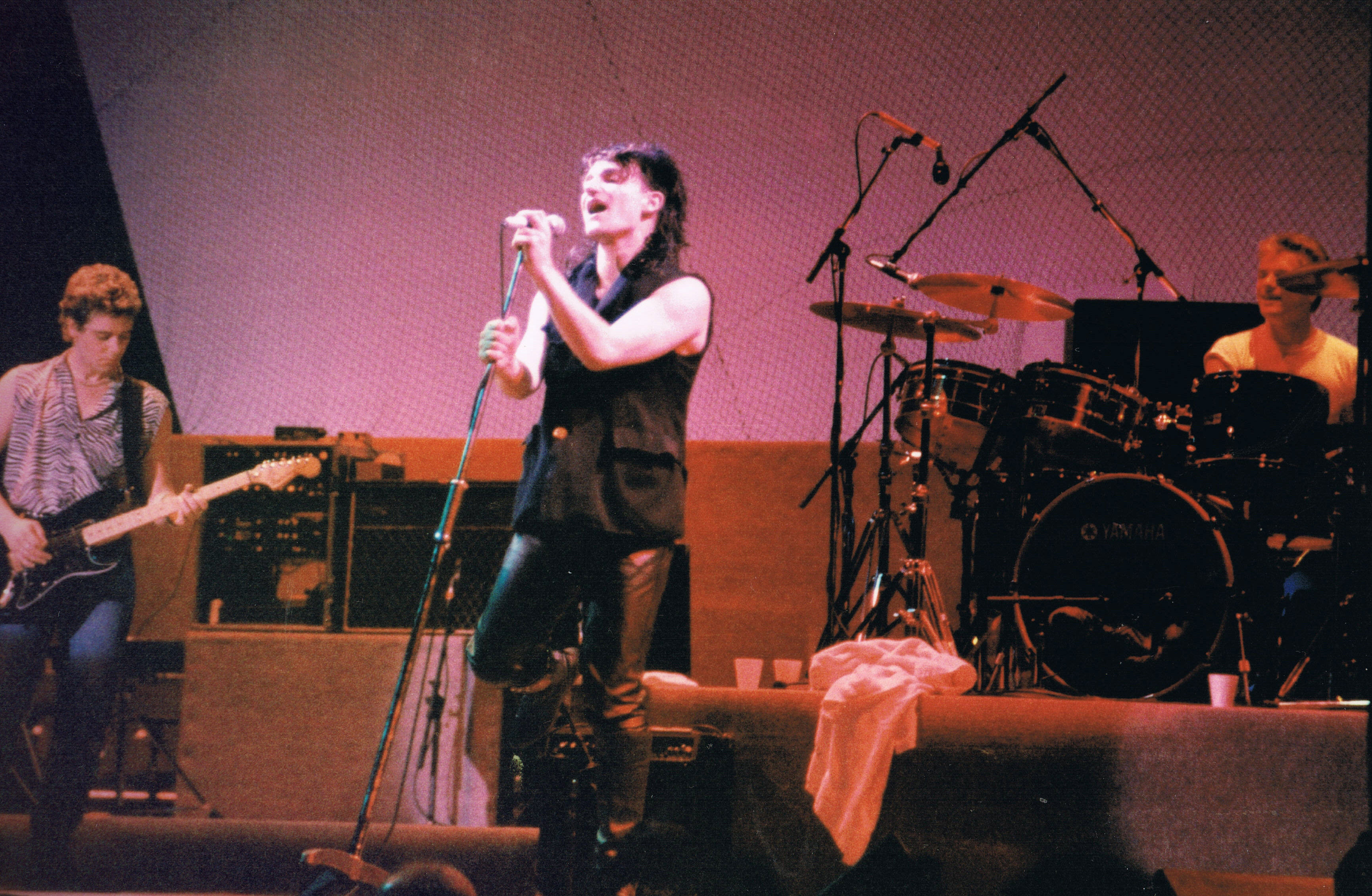
Gli U2 durante una tappa dell'Unforgettable fire tour a Sydney

L'Unforgettable Fire Tour è l'ottavo tour mondiale della rock band irlandese degli U2 che si è svolto tra il 1984 e il 1985 in seguito all'uscita dell'album The Unforgettable Fire.

## Tappe
Il tour, composto da sei leg, ha avuto inizio il 29 agosto 1984 al Town Hall Auditorium di Christchurch in Nuova Zelanda. Giunti in quest'ultimo Paese e in Australia per la prima volta, gli U2 erano molto più popolari di quanto non si aspettassero. La seconda e la quarta leg ha toccato le arene dell'Europa mentre nella terza e nella quinta la band ha suonato nel Nord America.
Come già accaduto in alcuni tour precedenti, nell'ultima leg gli U2 hanno partecipato al European Summer Festivals, che comprendeva l'apparizione al Live Aid del 13 luglio 1985. Specialmente durante le date americane, la band irlandese ha suonato nelle arene, spesso per molte date consecutive nella stessa città, segno evidente della loro crescente popolarità.
Come tutti i tour a partire dal 1983, il palco fu progettato da Willie Williams. Sia il palco stesso che le luci erano molto semplici e austere, per la maggior parte bianche. I Red Rockers e Lone Justice fecero da supporto alla band per le date della quinta leg.

## Scaletta tipica
1. 11 O' Clock Tick Tock
2. I Will Follow
3. Seconds
4. MLK
5. The Unforgettable Fire
6. Wire
7. Sunday Bloody Sunday
8. The Cry/The Electric Co.
9. A Sort Of Homecoming
10. Bad
11. October
12. New Year's Day
13. Pride (In The Name Of Love)
14. Party Girl
15. Gloria
16. '40'

### Canzoni suonate[1]
| Boy (1980)                    | I Will Follow (104) - The Electric Co. (103) - Out Of Control (17) - An Cat Dubh (15) - Into The Heart (15) - A Day Without Me (13) - Twilight (4)    |
| October (1981)                | Gloria (105) - October (104) - I Fall Down (13) - I Threw A Brick Through A Window (13)                                                               |
| War (1983)                    | Sunday Bloody Sunday (107) - 40 (106) - New Year's Day (104) - Seconds (103) - Two Hearts Beat As One (57) - Surrender (36)                           |
| The Unforgettable Fire (1984) | Pride (In The Name Of Love) (107) - The Unforgettable Fire (99) - Bad (89) - MLK (86) - A Sort Of Homecoming (85) - Wire (81) - Indian Summer Sky (9) |
| Non-album singles             | 11 O'Clock Tick Tock (100) |
| B-sides                       | Party Girl (68) |
| Cover                         | Knockin' On Heaven's Door (28) - My Hometown (1) - Rain (1) - Southern Man (1)                                                                        |

## L'esibizione al Live Aid
Gli U2 si esibirono assieme ai più grandi artisti dell'epoca per il Live Aid di Londra. In questa occasione eseguirono Sunday Bloody Sunday e un'epica versione di Bad, durata oltre 12 minuti in cui Bono scese ripetutamente dal palco per andare tra il pubblico. Il leader degli U2 improvvisò anche un balletto che divenne il simbolo dello stesso Live Aid.

## Formazione

### U2
- Bono - voce, chitarra
- The Edge - chitarra, tastiere, basso (40), cori
- Adam Clayton - basso, chitarra (40), cori (I Will Follow)
- Larry Mullen Jr. - batteria, percussioni, cori (I Will Follow)

## Tappe in Italia
L'Unforgettable Fire Tour fu il primo degli U2 in Italia. Le località prescelte per l'evento furono Milano, al vecchio Palasport di San Siro (4 febbraio), e Bologna (5/6 febbraio, Teatro Tenda). A causa della nevicata del gennaio 1985, il tetto dell'arena di Milano crollò, il che causò lo spostamento del concerto del 4 febbraio 1985 in una tensostruttura costruita in sostituzione del Palasport a pochi metri di distanza, in un'area a ridosso della stazione degli autobus e della metropolitana di Lampugnano (successivamente, tale struttura divenne prima PalaTrussardi, infine Palasharp).

## Date[4]
| №                         | Data              | Città                       | Nazione       | Luogo                                     | Biglietti venduti / Biglietti disponibili | Incasso  |
| ------------------------- | ----------------- | --------------------------- | ------------- | ----------------------------------------- | ----------------------------------------- | -------- |
| Prima Leg                 |                   |                             |               |                                           |                                           |          |
| Nuova Zelanda e Australia |                   |                             |               |                                           |                                           |          |
| 1                         | 29 agosto 1984    | Christchurch                | Nuova Zelanda | Town Hall Auditorium                      |                                           |          |
| 2                         | 31 agosto 1984    | Wellington                  | Nuova Zelanda | Show Building                             |                                           |          |
| 3                         | 1º settembre 1984 | Auckland                    | Nuova Zelanda | Logan Campbell Centre                     |                                           |          |
| 4                         | 2 settembre 1984  | Auckland                    | Nuova Zelanda | Logan Campbell Centre                     |                                           |          |
| 5                         | 4 settembre 1984  | Sydney                      | Australia     | Sydney Entertainment Centre               |                                           |          |
| 6                         | 5 settembre 1984  | Sydney                      | Australia     | Sydney Entertainment Centre               |                                           |          |
| 7                         | 6 settembre 1984  | Sydney                      | Australia     | Sydney Entertainment Centre               |                                           |          |
| 8                         | 8 settembre 1984  | Sydney                      | Australia     | Sydney Entertainment Centre               |                                           |          |
| 9                         | 9 settembre 1984  | Sydney                      | Australia     | Sydney Entertainment Centre               |                                           |          |
| 10                        | 11 settembre 1984 | Brisbane                    | Australia     | Festival Hall                             |                                           |          |
| 11                        | 13 settembre 1984 | Melbourne                   | Australia     | Melbourne Sports And Entertainment Centre |                                           |          |
| 12                        | 14 settembre 1984 | Melbourne                   | Australia     | Melbourne Sports And Entertainment Centre |                                           |          |
| 13                        | 15 settembre 1984 | Melbourne                   | Australia     | Melbourne Sports And Entertainment Centre |                                           |          |
| 14                        | 17 settembre 1984 | Melbourne                   | Australia     | Melbourne Sports And Entertainment Centre |                                           |          |
| 15                        | 18 settembre 1984 | Melbourne                   | Australia     | Melbourne Sports And Entertainment Centre |                                           |          |
| 16                        | 20 settembre 1984 | Adelaide                    | Australia     | Adelaide Entertainment Centre             |                                           |          |
| 17                        | 21 settembre 1984 | Adelaide                    | Australia     | Adelaide Entertainment Centre             |                                           |          |
| 18                        | 23 settembre 1984 | Perth                       | Australia     | Perth Entertainment Centre                |                                           |          |
| 19                        | 24 settembre 1984 | Perth                       | Australia     | Perth Entertainment Centre                |                                           |          |
| Seconda Leg               |                   |                             |               |                                           |                                           |          |
| Europa I                  |                   |                             |               |                                           |                                           |          |
| 20                        | 18 ottobre 1984   | Lione                       | Francia       | Espace Tony Garnier                       |                                           |          |
| 21                        | 19 ottobre 1984   | Marsiglia                   | Francia       | Marseilles Stadium                        |                                           |          |
| 22                        | 20 ottobre 1984   | Tolosa                      | Francia       | Palais De Sports                          |                                           |          |
| 23                        | 22 ottobre 1984   | Bordeaux                    | Francia       | Pattinoire                                |                                           |          |
| 24                        | 23 ottobre 1984   | Nantes                      | Francia       | St. Herblain                              |                                           |          |
| 25                        | 25 ottobre 1984   | Parigi                      | Francia       | Espace Ballard                            |                                           |          |
| 26                        | 27 ottobre 1984   | Bruxelles                   | Belgio        | Forest National                           |                                           |          |
| 27                        | 28 ottobre 1984   | Bruxelles                   | Belgio        | Forest National                           |                                           |          |
| 28                        | 30 ottobre 1984   | Rotterdam                   | Paesi Bassi   | Sportpaleis Ahoy                          |                                           |          |
| 29                        | 31 ottobre 1984   | Rotterdam                   | Paesi Bassi   | Sportpaleis Ahoy                          |                                           |          |
| 30                        | 2 novembre 1984   | Londra                      | Inghilterra   | Brixton Academy                           |                                           |          |
| 31                        | 3 novembre 1984   | Londra                      | Inghilterra   | Brixton Academy                           |                                           |          |
| 32                        | 5 novembre 1984   | Edimburgo                   | Scozia        | Edinburgh Playhouse                       |                                           |          |
| 33                        | 6 novembre 1984   | Glasgow                     | Scozia        | Barrowlands                               |                                           |          |
| 34                        | 7 novembre 1984   | Glasgow                     | Scozia        | Barrowlands                               |                                           |          |
| 35                        | 9 novembre 1984   | Manchester                  | Inghilterra   | Apollo Theater                            |                                           |          |
| 36                        | 10 novembre 1984  | Manchester                  | Inghilterra   | Apollo Theater                            |                                           |          |
| 37                        | 12 novembre 1984  | Birmingham                  | Inghilterra   | NEC Arena                                 |                                           |          |
| 38                        | 14 novembre 1984  | Londra                      | Inghilterra   | Wembley Arena                             |                                           |          |
| 39                        | 15 novembre 1984  | Londra                      | Inghilterra   | Wembley Arena                             |                                           |          |
| 40                        | 21 novembre 1984  | Dortmund                    | Germania      | Westfalenhallen                           |                                           |          |
| Terza Leg                 |                   |                             |               |                                           |                                           |          |
| Nord America I            |                   |                             |               |                                           |                                           |          |
| 41                        | 1º dicembre 1984  | Upper Darby, Pennsylvania   | Stati Uniti   | Tower Theater                             |                                           |          |
| 42                        | 2 dicembre 1984   | Worchester, Massachusetts   | Stati Uniti   | The Centrum                               | 11.058 / 11.058                           | $144.029 |
| 43                        | 3 dicembre 1984   | New York, NY                | Stati Uniti   | Radio City Music Hall                     | 5,874 / 5,874                             | $91,146  |
| 44                        | 5 dicembre 1984   | Washington                  | Stati Uniti   | DAR Constitution Hall                     |                                           |          |
| 45                        | 7 dicembre 1984   | Toronto, Ontario            | Canada        | Massey Hall                               |                                           |          |
| 46                        | 8 dicembre 1984   | Detroit, Michigan           | Stati Uniti   | Fox Theater                               |                                           |          |
| 47                        | 9 dicembre 1984   | Cleveland, Ohio             | Stati Uniti   | Music Hall                                |                                           |          |
| 48                        | 11 dicembre 1984  | Chicago, Illinois           | Stati Uniti   | Aragon Ballroom                           | 5,500 / 5,500                             | $66,480  |
| 49                        | 15 dicembre 1984  | San Francisco, California   | Stati Uniti   | Civic Auditorium                          | 8,472 / 8,472                             | $114,780 |
| 50                        | 16 dicembre 1984  | Long Beach, California      | Stati Uniti   | Long Beach Arena                          | 13,974 / 13,974                           | $179,978 |
| Quarta Leg                |                   |                             |               |                                           |                                           |          |
| Europa II                 |                   |                             |               |                                           |                                           |          |
| 51                        | 23 gennaio 1985   | Drammen                     | Norvegia      | Drammenshale                              |                                           |          |
| 52                        | 25 gennaio 1985   | Stoccolma                   | Svezia        | Stockholm Ice Stadium                     |                                           |          |
| 53                        | 26 gennaio 1985   | Göteborg                    | Svezia        | Scandinavium                              |                                           |          |
| 54                        | 28 gennaio 1985   | Amburgo                     | Germania      | Congress Center                           |                                           |          |
| 55                        | 29 gennaio 1985   | Offenbach am Main           | Germania      | Stadthalle                                |                                           |          |
| 56                        | 31 gennaio 1985   | Colonia                     | Germania      | Sporthalle                                |                                           |          |
| 57                        | 1º febbraio 1985  | Mannheim                    | Germania      | Musensaal                                 |                                           |          |
| 58                        | 2 febbraio 1985   | Monaco di Baviera           | Germania      | Rudi-Sedlmayer-Halle                      |                                           |          |
| 59                        | 4 febbraio 1985   | Milano                      | Italia        | Teatro Tenda Lampugnano                   |                                           |          |
| 60                        | 5 febbraio 1985   | Bologna                     | Italia        | Teatro Tenda Bologna                      |                                           |          |
| 61                        | 6 febbraio 1985   | Bologna                     | Italia        | Teatro Tenda Bologna                      |                                           |          |
| 62                        | 8 febbraio 1985   | Zurigo                      | Svizzera      | Hallenstadion                             |                                           |          |
| 63                        | 10 febbraio 1985  | Parigi                      | Francia       | Palais Omnisport de Paris-Bercy           |                                           |          |
| Quinta Leg                |                   |                             |               |                                           |                                           |          |
| Nord America II           |                   |                             |               |                                           |                                           |          |
| 64                        | 25 febbraio 1985  | Dallas, Texas               | Stati Uniti   | Reunion Arena                             |                                           |          |
| 65                        | 26 febbraio 1985  | Austin, Texas               | Stati Uniti   | Frank Erwin Center                        | 11,633 / 11,633                           | $133,339 |
| 66                        | 27 febbraio 1985  | Houston, Texas              | Stati Uniti   | The Summit                                |                                           |          |
| 67                        | 1º marzo 1985     | Phoenix, Arizona            | Stati Uniti   | Compton Terrace                           |                                           |          |
| 68                        | 2 marzo 1985      | Los Angeles, California     | Stati Uniti   | Sports Arena                              | 45,071 / 45,071                           | $648,014 |
| 69                        | 4 marzo 1985      | Los Angeles, California     | Stati Uniti   | Sports Arena                              | 45,071 / 45,071                           | $648,014 |
| 70                        | 5 marzo 1985      | Los Angeles, California     | Stati Uniti   | Sports Arena                              | 45,071 / 45,071                           | $648,014 |
| 71                        | 7 marzo 1985      | Daly City, California       | Stati Uniti   | Cow Palace                                | 29,000 / 29,000                           | $391,500 |
| 72                        | 8 marzo 1985      | Daly City, California       | Stati Uniti   | Cow Palace                                | 29,000 / 29,000                           | $391,500 |
| 73                        | 11 marzo 1985     | Honolulu, Hawaii            | Stati Uniti   | Neal Blaisdell Center Arena               | 8,178 / 8,850                             | $110,402 |
| 74                        | 17 marzo 1985     | Denver, Colorado            | Stati Uniti   | McNichols Sports Arena                    | 17,457 / 17,457                           | $217,464 |
| 75                        | 19 marzo 1985     | Minneapolis, Minnesota      | Stati Uniti   | Minneapolis Auditorium                    |                                           |          |
| 76                        | 21 marzo 1985     | Chicago, Illinois           | Stati Uniti   | University Of Illinois Pavillion          |                                           |          |
| 77                        | 22 marzo 1985     | Chicago, Illinois           | Stati Uniti   | University Of Illinois Pavillion          |                                           |          |
| 78                        | 23 marzo 1985     | Detroit, Michigan           | Stati Uniti   | Joe Louis Arena                           |                                           |          |
| 79                        | 25 marzo 1985     | Richfield, Ohio             | Stati Uniti   | Richfield Coliseum                        |                                           |          |
| 80                        | 27 marzo 1985     | Montréal, Québec            | Canada        | Montreal Forum                            |                                           |          |
| 81                        | 28 marzo 1985     | Toronto, Ontario            | Canada        | Maple Leaf Gardens                        | 17,000 / 17,000                           | $225,403 |
| 82                        | 30 marzo 1985     | Ottawa, Ontario             | Canada        | Civic Centre                              |                                           |          |
| 83                        | 1º aprile 1985    | New York, NY                | Stati Uniti   | Madison Square Garden                     |                                           |          |
| 84                        | 2 aprile 1985     | Providence, Rhode Island    | Stati Uniti   | Providence Civic Center                   | 13,349 / 13,349                           | $169,569 |
| 85                        | 3 aprile 1985     | Uniondale, NY               | Stati Uniti   | Nassau Coliseum                           |                                           |          |
| 86                        | 8 aprile 1985     | Landover, Maryland          | Stati Uniti   | Capital Centre                            |                                           |          |
| 87                        | 9 aprile 1985     | Pittsburgh, Pennsylvania    | Stati Uniti   | Civic Arena                               | 16,049 / 16,049                           |          |
| 88                        | 10 aprile 1985    | Hampton, Virginia           | Stati Uniti   | Hampton Coloseum                          |                                           |          |
| 89                        | 12 aprile 1985    | East Rutherford, New Jersey | Stati Uniti   | Brendan Byrne Arena                       | 61,715 / 61,715                           | $786,957 |
| 90                        | 14 aprile 1985    | East Rutherford, New Jersey | Stati Uniti   | Brendan Byrne Arena                       | 61,715 / 61,715                           | $786,957 |
| 91                        | 15 aprile 1985    | East Rutherford, New Jersey | Stati Uniti   | Brendan Byrne Arena                       | 61,715 / 61,715                           | $786,957 |
| 92                        | 16 aprile 1985    | Worchester, Massachusetts   | Stati Uniti   | The Centrum                               | 37,416 / 37,416                           | $482,391 |
| 93                        | 18 aprile 1985    | Worchester, Massachusetts   | Stati Uniti   | The Centrum                               | 37,416 / 37,416                           | $482,391 |
| 94                        | 19 aprile 1985    | Worchester, Massachusetts   | Stati Uniti   | The Centrum                               | 37,416 / 37,416                           | $482,391 |
| 95                        | 20 aprile 1985    | Hartford, Connecticut       | Stati Uniti   | Hartford Civic Center                     | 15,606 / 15,506                           | $203,869 |
| 96                        | 22 aprile 1985    | Filadelfia, Pennsylvania    | Stati Uniti   | Spectrum                                  | 18,455 / 18,455                           | $233,031 |
| 97                        | 23 aprile 1985    | Hartford, Connecticut       | Stati Uniti   | Hartford Civic Center                     | 15,606 / 15,506                           | $203,869 |
| 98                        | 24 aprile 1985    | Filadelfia, Pennsylvania    | Stati Uniti   | Spectrum                                  | 18,455 / 18,455                           | $233,031 |
| 99                        | 29 aprile 1985    | Atlanta, Georgia            | Stati Uniti   | The Omni                                  |                                           |          |
| 100                       | 30 aprile 1985    | Jacksonville, Florida       | Stati Uniti   | Jacksonville Memorial Coliseum            |                                           |          |
| 101                       | 2 maggio 1985     | Tampa, Florida              | Stati Uniti   | Sun Dome                                  | 10,907 / 11,200                           | $147,244 |
| 102                       | 3 maggio 1985     | Fort Lauderdale, Florida    | Stati Uniti   | Hollywood Sportatorium                    |                                           |          |
| 103                       | 4 maggio 1985     | Fort Lauderdale, Florida    | Stati Uniti   | Hollywood Sportatorium                    |                                           |          |
| Sesta Leg                 |                   |                             |               |                                           |                                           |          |
| European Summer Festivals |                   |                             |               |                                           |                                           |          |
| 104                       | 25 maggio 1985    | Nürburg                     | Germania      | Nürburgring                               |                                           |          |
| 105                       | 26 maggio 1985    | Stoccarda                   | Germania      | Neckarstadion                             |                                           |          |
| 106                       | 27 maggio 1985    | Münster                     | Germania      | Freigelande Halle Munsterland             |                                           |          |
| 107                       | 1º giugno 1985    | Basilea                     | Svizzera      | St. Jakob Stadium                         |                                           |          |
| 108                       | 22 giugno 1985    | Milton Keynes               | Inghilterra   | Milton Keynes Bowl                        |                                           |          |
| 109                       | 29 giugno 1985    | Dublino                     | Irlanda       | Croke Park                                |                                           |          |
| 110                       | 6 luglio 1985     | Torhout                     | Belgio        | Torhout Festival                          |                                           |          |
| 111                       | 7 luglio 1985     | Werchter                    | Belgio        | Werchter Festival                         |                                           |          |
| 112                       | 13 luglio 1985    | Londra                      | Inghilterra   | Wembley Stadium, Live Aid                 |                                           |          |
| 113                       | 25 luglio 1985    | Cork                        | Irlanda       | Lark By The Lee Festival                  |                                           |          |